# Lo sciopero dei milioni
Pour plus de détails, voir Fiche technique et Distribution.
Lo sciopero dei milioni, également connu sous le titre Abbasso la fortuna!, est une comédie musicale italienne réalisée par Raffaello Matarazzo et sortie en 1947.
Le film a été projeté le 7 août 2014 au Festival international du film de Locarno 2014 dans le cadre de la rétrospective Titanus, dans la version restaurée par la Cinémathèque de Bologne.

## Synopsis
Un modeste employé de loterie doit faire face aux avances d'une riche dame. Pour échapper à cette situation désagréable et apaiser la jalousie de sa femme, il quitte son emploi et s'essaie au théâtre, dans une revue musicale, devenant ainsi un interprète à succès.

## Fiche technique
- Titre original italien : Lo sciopero dei milioni ou Abbasso la fortuna![2]
- Réalisation : Raffaello Matarazzo
- Scénario : Steno, Raffaello Matarazzo, Mario Monicelli
- Photographie : Alberto Fusi
- Montage : Vanda Tuzi
- Musique : Giuseppe Cioffi (it), Gigi Pisano (it)
- Décors : Gino Brosio
- Société de production : Labor Film
- Pays de production :  Italie
- Langue originale : italien
- Format : Noir et blanc - 1,37:1 - Son mono - 35 mm
- Durée : 84 minutes
- Genre : comédie musicale
- Dates de sortie :
  - Italie : 1947 (visa délivré le 7 novembre 1947[2])

## Distribution
- Chiaretta Gelli : Mirella
- Nino Taranto : Employé du bureau du Loto
- Dolores Palumbo : Teresa
- Nino Besozzi : Responsable du bureau du Loto
- Ciro Berardi :
- Checco Durante :
- Marco Tulli :
- Virgilio Riento :
- Michele Malaspina :
- Fedele Gentile :